# Finsko prvenstvo u hokeju na ledu
Prvenstva Finske u hokeju na ledu se održavaju od 1928. godine.

## Suomen mestaruussarja
1928. Reipas Vyborg 

1929. HJK Helsinki 

1930. Nije održano prvenstvo 

1931. TaPa Tampere 

1932. HJK Helsinki 

1933. Helsinki SK 

1934. Helsinki SK 

1935. HJK Helsinki 

1936. Ilves Tampere 

1937. Ilves Tampere 

1938. Ilves Tampere 

1939. Nije održano prvenstvo 

1940. Nije održano prvenstvo 

1941. Kronohagens IF 

1942. Nije održano prvenstvo 

1943. Kronohagens IF 

1944. Nije održano prvenstvo 

1945. Ilves Tampere 

1946. Ilves Tampere 

1947. Ilves Tampere 

1948. Tarmo Savonlinna 

1949. Tarmo Savonlinna 

1950. Ilves Tampere 

1951. Ilves Tampere 

1952. Ilves Tampere 

1953. Tappara-TBK Tampere 

1954. Tappara-TBK Tampere 

1955. Tappara-TBK Tampere 

1956. TPS Turku 

1957. Ilves Tampere 

1958. Ilves Tampere 

1959. Tappara Tampere 

1960. Ilves Tampere 

1961. Tappara Tampere 

1962. Ilves Tampere 

1963. Lukko Rauma 

1964. Tappara, Tampere 

1965. Ässät Pori Karhut 

1966. Ilves Tampere 

1967. Rosenlevin U-38 Pori 

1968. Koo-Vee Tampere 

1969. Helsinki IFK 

1970. Helsinki IFK 

1971. Ässät Pori 

1972. Ilves Tampere 

1973. Jokerit Helsinki 

1974. Helsinki IFK 

1975. Tappara Tampere 

## Jääkiekon SM-liiga
1976. TPS Turku 

1977. Tappara Tampere 

1978. Ässät Pori 

1979. Tappara Tampere 

1980. Helsinki IFK 

1981. Kärpät Oulu 

1982. Tappara Tampere 

1983. Helsinki IFK 

1984. Tappara Tampere 

1985. Ilves Tampere 

1986. Tappara Tampere 

1987. Tappara Tampere 

1988. Tappara Tampere 

1989. TPS Turku 

1990. TPS Turku 

1991. TPS Turku 

1992. Jokerit Helsinki 

1993. TPS Turku 

1994. Jokerit Helsinki 

1995. TPS Turku 

1996. Jokerit Helsinki 

1997. Jokerit Helsinki 

1998. Helsinki IFK 

1999. TPS Turku 

2000. TPS Turku 

2001. TPS Turku 

2002. Jokerit Helsinki 

2003. Tappara Tampere

2004. Kärpät Oulu  

2005. Kärpät Oulu  

2006. HPK Hämeenlinna 

2007. Kärpät Oulu  

2008. Kärpät Oulu  

2009. Jyväskylän Palloilijat (JYP) 

2010. TPS Turku 